# 根室氏視星鯰
根室氏視星鯰，為輻鰭魚綱鯰形目視星鯰科的其中一種，為熱帶淡水魚，分布於南美洲哥倫比亞淡水流域，體長可達9公分，棲息在水流快速的溪流底層水域，生活習性不明。

## 扩展阅读
維基物種上的相關：根室氏視星鯰